# Cratichneumon kochiensis
Cratichneumon kochiensis là một loài tò vò trong họ Ichneumonidae.